# Hermelinschwanz
Der Hermelinschwanz bzw. die Hermelinschwanz-Kegelschnecke (Conus ermineus) ist eine Schnecke aus der Familie der Kegelschnecken (Gattung Conus). Es ist die einzige fischfressende Conus-Art des Atlantiks.

## Merkmale
Nach der Erstbeschreibung von Conus ermineus durch Ignaz von Born hat „die birnförmige rothgelbe Schale [...] am Grunde erhabene punktirte Streife, und schneeweiße Querbänder. Die Schale ist birnförmig, und glatt, am Grunde in die Quere gestreifet, und auf den erhabenen Streifen mit Körnern besezet. Der Schnirkel [das Gewinde] ist kegelförmig. Die Gewinde [Umgänge] glatt und etwas flach. Die Farbe rothgelb an dem Schnirkel weißgefleckt, und um den Leib mit zweyen unterbrochenen Querbändern umgeben. Die erhabenen Punkte, oder Körner sind weiß.“
Das Gehäuse erreicht bei ausgewachsenen Schnecken eine Länge von bis zu 10,3 mm.

## Verbreitung
Der Hermelinschwanz tritt in der Karibik und der Atlantikküste Amerikas auf, so gibt es Funde aus den USA (Louisiana, Texas), Mexiko, Costa Rica, Kolumbien, Venezuela, Puerto Rico, St. Vincent und Surinam.

## Lebensraum
Hermelinschwanz-Kegelschnecken leben an der Küste bis 100 m Tiefe.

## Nahrung
Als einzige Kegelschnecke des Atlantiks frisst Conus ermineus Fische. Die Beute wird zunächst mit dem giftigen Radulazahn harpuniert und dann innerhalb weniger Sekunden verschluckt. Gelegentlich frisst diese Kegelschnecke offenbar auch Kopffüßer; so wurde im Darm eines Conus ermineus der Schnabel eines Kraken gefunden.